# Plösen (Mistelgau)

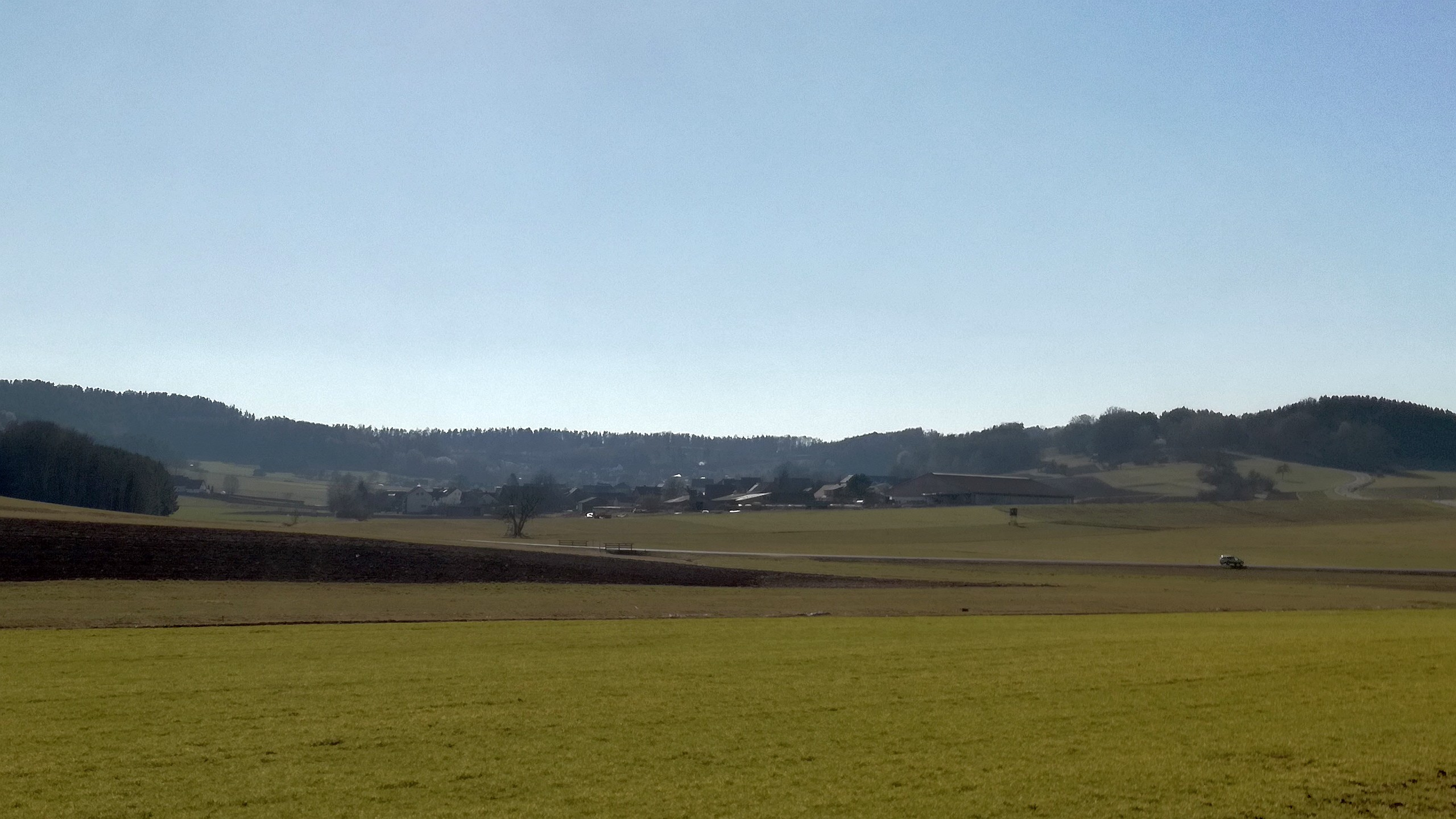
Mistelgau, Gemeindeteil Plösen (2021)

Plösen ist ein Gemeindeteil der Gemeinde Mistelgau im Landkreis Bayreuth (Oberfranken, Bayern). Die Gemarkung Plösen hat eine Fläche von 3,351 km². Sie ist in 735 Flurstücke aufgeteilt, die eine durchschnittliche Flurstücksfläche von 4558,61 m² haben. In ihr liegen neben dem namensgebenden Ort die Gemeindeteile Gollenbach und Harloth.

## Geografie
Durch das Dorf fließt ein namenloser linker Zufluss der Weides, die ihrerseits ein linker Zufluss der Truppach ist. Der Ort liegt in einer flachhügeligen Ebene und ist weitestgehend von Acker- und Grünland umgeben. Eine Gemeindeverbindungsstraße führt zur Kreisstraße BT 2 bei Hardt (0,4 km nördlich) bzw. nach Gollenbach (1,2 km südwestlich).

## Geschichte
Gegen Ende des 18. Jahrhunderts gab es in Plösen 12 Anwesen. Die Hochgerichtsbarkeit stand dem bayreuthischen Stadtvogteiamt Bayreuth zu. Die Dorf- und Gemeindeherrschaft hatte das Amt Unternschreez. Die Verwaltung Glashütten war Grundherr sämtlicher Anwesen (7 Söldengüter, 1 Halbsöldengut, 4 Tropfhäuser).
Von 1797 bis 1810 unterstand der Ort dem Justiz- und Kammeramt Bayreuth. 1810 kam Plösen an das Königreich Bayern. Infolge des Gemeindeedikts wurde Plösen dem 1812 gebildeten Steuerdistrikt Mistelgau zugewiesen. Zugleich entstand die Ruralgemeinde Plösen. Mit dem Gemeindeedikt von 1818 wurden die Gemeinden Gollenbach und Harloth eingegliedert. Die vergrößerte Gemeinde Plösen war in Verwaltung und Gerichtsbarkeit dem Landgericht Bayreuth zugeordnet und in der Finanzverwaltung dem Rentamt Bayreuth (1919 in Finanzamt Bayreuth umbenannt). Kammer wurde in der ersten Hälfte des 19. Jahrhunderts auf dem Gemeindegebiet gegründet. Ab 1862 gehörte Plösen zum Bezirksamt Bayreuth (1939 in Landkreis Bayreuth umbenannt). Die Gerichtsbarkeit blieb beim Landgericht Bayreuth (1879 in Amtsgericht Bayreuth umgewandelt). Die Gemeinde hatte 1964 eine Gebietsfläche von 3,354 km². Am 1. Januar 1972 wurde Plösen im Zuge der Gebietsreform in Bayern in die Gemeinde Mistelgau eingegliedert.

### Baudenkmäler
- Haus Nr. 10: Zweigeschossiger Wohn- und Stallbau; 1844. Sechs zu drei Obergeschossfenster. Erdgeschoss gequadert. Obergeschoss und Giebel mit Fachwerk. Am Türschlussstein Jahrzahl „1844“; Türrahmung mit stilisierten Quasten.[11]
- Haus Nr. 14: Bauernhaus, ehemaliges Wohnstallhaus

### Einwohnerentwicklung
Gemeinde Plösen
| Jahr      | 1822  | 1840   | 1852   | 1855   | 1861   | 1867   | 1871   | 1875   | 1880   | 1885   | 1890   | 1895   | 1900   | 1905   | 1910   | 1919   | 1925   | 1933   | 1939   | 1946   | 1950   | 1952   | 1961  | 1970   |
| Einwohner | 247   | 295    | 326    | 347    | 358    | 392    | 403    | 456    | 480    | 445    | 411    | 377    | 344    | 342    | 371    | 391    | 349    | 346    | 351    | 464    | 450    | 417    | 371   | 413    |
| Häuser    | 31    |        |        |        |        |        | 59     |        |        | 64     | 66     |        | 66     |        |        |        | 70     |        |        |        | 76     |        | 82    |        |
| Quelle    | [ 7 ] | [ 13 ] | [ 13 ] | [ 13 ] | [ 14 ] | [ 15 ] | [ 16 ] | [ 17 ] | [ 18 ] | [ 19 ] | [ 20 ] | [ 13 ] | [ 21 ] | [ 13 ] | [ 22 ] | [ 13 ] | [ 23 ] | [ 13 ] | [ 13 ] | [ 13 ] | [ 24 ] | [ 13 ] | [ 8 ] | [ 25 ] |

Gemeindeteil Plösen
| Jahr      | 001799 | 001819 | 001822 | 001861 | 001871 | 001885 | 001900 | 001925 | 001950 | 001961 | 001970 | 001987 |
| Einwohner | 61     | 70     | 72     | 124    | 138    | 143    | 96     | 102    | 161    | 126    | 164    | 164    |
| Häuser    | 13     |        | 13     |        |        | 18     | 19     | 21     | 30     | 26     |        | 42     |
| Quelle    | [ 26 ] | [ 27 ] | [ 7 ]  | [ 14 ] | [ 16 ] | [ 19 ] | [ 21 ] | [ 23 ] | [ 24 ] | [ 8 ]  | [ 25 ] | [ 1 ]  |

## Religion
Plösen ist seit der Reformation evangelisch-lutherisch geprägt und nach St. Bartholomäus (Mistelgau) gepfarrt.